# Chaouin
Le chaouin est une variété régionale du français québécois basilectal parlée sur la rive sud de Trois-Rivières, sur une aire co-territoriale avec les terres occupées anciennement par les Abénakis selon le linguiste Henri Wittmann. Ces terres couvrent essentiellement la région du Centre-du-Québec, l'est de la Montérégie, l'ouest de Chaudière-Appalaches et le nord de l'Estrie. Avec la ville de Drummondville et la vallée de la rivière Saint-François pour centre, le territoire forme un quadrilatère s'étendant des villes de Nicolet et Bécancour vers celles de Victoriaville, Sherbrooke et Saint-Hyacinthe.
Le meneu-meneu joual esquissé dans les écrits pamphlétaires de Georges Dor, originaire de St-Germain-de-Grantham (sur l'aire du chaouin), est en fait du chaouin,,.
Le poète Yves Boisvert, originaire de L'Avenir (également sur l'aire du chaouin), consacre aux Chaouins un volume d'une trilogie sur des réalisations graphiques de Dyane Gagnon, où il oppose, dans le sens lacanien, l'esprit rebelle du langage chaouin qui refuse le sens commun au discours « doxique socio-mercantile de la pensée niaiseuse ».
Le mot chaouin traduit le mot abénaki magoua qui anciennement voulait dire « chat-huant, rusé » avant de prendre des connotations péjoratives dans la langue moderne.